# Alphomelon eldaarayae
Alphomelon eldaarayae (лат.) — вид мелких наездников-браконид рода Alphomelon из подсемейства Microgastrinae (Braconidae, Ichneumonoidea). Видовое название eldaarayae дано в честь Sra. Elda Araya за её десятилетия совместной работы в группе паратаксономистов Área de Conservación Guanacaste (ACG, Коста-Рика).

## Распространение
Неотропика (Коста-Рика).

## Описание
Паразитические наездники крупных для микрогастерин размеров. Длина тела 3,1—3,3 мм, длина переднего крыла 3,0—3,5 мм. Основная окраска коричневато-чёрная со светлыми желтоватыми отметинами. От близких таксонов отличается следующими признаками: белое пятно на щеке, переходящее в наличник, который в основном белый, лишь центральные 0,3 бледно-коричневые; лицо с бледным оранжево-коричневым пятном в центре, явно бледнее остальной части лица; ножны яйцеклада сравнительно короче, < 1,00× длины первого сегмента метатарзуса и < 0,50× длины задней голени; тергит T1 почти с отсутствующим петиолярным гребнем, отмечен лишь очень слабым килем или небольшим углублением. Паразитируют на гусеницах бабочек-толстоголовок (Hesperiidae): Neoxeniades. Яйцеклад примерно равен по длине задней голени; проподеум морщинистый; первый тергит брюшка немного длиннее своей ширины; второй тергит много шире первого и короче третьего тергита. Жгутик усика 16-члениковый. Нижнечелюстные щупики 5-члениковые, нижнегубные щупики состоят из 3 сегментов. Дыхальца первого брюшного тергита находятся на латеротергитах.